# Just Another Girl (Monica)
Just Another Girl è un singolo della cantante statunitense Monica, pubblicato nel 2001 ed estratto dalla colonna sonora del film Ritorno dal paradiso.
La canzone è stata scritta da Carsten Lindberg, Lindy Robbins, Damon Sharpe e Joachim Svare.

## Video
Il videoclip della canzone è stato diretto da Dave Meyers.